# Formiguer mallat
El formiguer mallat (Myrmoderus squamosus) és una espècie d'ocell de la família dels tamnofílids (Thamnophilidae) que viu entre la malesa del bosc del sud-est del Brasil.